# Bondurant (Iowa)
Bondurant és una població dels Estats Units a l'estat d'Iowa. Segons el cens del 2000 tenia 1.846 habitants.

## Demografia
Segons el cens del 2000, Bondurant tenia 1.846 habitants, 659 habitatges, i 508 famílies. La densitat de població era de 149,1 habitants per km².
Dels 659 habitatges en un 46,9% hi vivien nens de menys de 18 anys, en un 61,9% hi vivien parelles casades, en un 12,1% dones solteres, i en un 22,9% no eren unitats familiars. En el 19,9% dels habitatges hi vivien persones soles el 6,5% de les quals corresponia a persones de 65 anys o més que vivien soles. El nombre mitjà de persones vivint en cada habitatge era de 2,8 i el nombre mitjà de persones que vivien en cada família era de 3,24.
Per edats la població es repartia de la següent manera: un 33,1% tenia menys de 18 anys, un 6,4% entre 18 i 24, un 34,9% entre 25 i 44, un 19,2% de 45 a 60 i un 6,3% 65 anys o més.
L'edat mediana era de 32 anys. Per cada 100 dones de 18 o més anys hi havia 91,5 homes.
La renda mediana per habitatge era de 52.877 $ i la renda mediana per família de 56.989 $. Els homes tenien una renda mediana de 35.000 $ mentre que les dones 26.309 $. La renda per capita de la població era de 19.196 $. Entorn del 3,1% de les famílies i el 5,7% de la població estaven per davall del llindar de pobresa.

## Poblacions més properes
El següent diagrama mostra les poblacions més properes.